# Джейрах
Джейрах (інг. ЖӀайрах) — село, районний центр Джейрахського району  Інгушетії.
Є адміністративним центром Джейрахського сільського поселення.

## Географія
Джейрах розташований на лівому березі р. Армхи за п'ять кілометрів від місця її злиття з Тереком. Армхі, на північний захід від столиці Інгушетії міста Магас.

## Історія
З жовтня 1993 року адміністративний центр Джейрахського району.
Назву «Джейрах» пов'язують з арабським ім'ям джара, на думку істориків, це пов'язано з ім'ям арабського полководця Джаррах ібн Абдалах аль-Хакамі. Будучи намісником арабського халіфа у Вірменії і Північному Ірані, Джаррах з 724 по 730 роки здійснив походи через Дар'яльську ущелина на Північний Кавказ.
На правому березі Терека, у притоки Армхі, високе плато займає вигідне стратегічне положення біля головної дороги, що з'єднувала Східну Європу з країнами Персії та Близького Сходу. Звідси легко контролюються прилеглі гірські ущелини і перевальні дороги. Тут же проходив Великий Шовковий Шлях. Вигідне розташування місцевості було відмічено Джаррахом і його воєначальниками як одне з найбільш зручних місць похідних стоянок. Не випадково в місцевому фольклорі збереглася інгушська назва цього місця — «БІи лятта моттиг» — «місце, де стояло військо».
Основне заняття горян-інгушів з давніх часів — скотарство і террасне землеробство — надзвичайно трудомісткі, що вимагають старанності і витривалості ремесла. У гірських районах Інгушетії місцеві жителі розводили овець і баранів, добували незвичайний за своїми корисними якостями мед, вирощували кукурудзу і займалися будівельною справою.

## Населення
Національний склад
- Інгуші — (98,6%),
- Інші національності (1,4%).

## Інфраструктура
- - У селі є:
- Адміністрація села[3]
- Джейрахська середня загальноосвітня школа[4]
- Дитячий садок
- Бібліотека
- Амбулаторія
- Відділення поштового зв'язку
- АЗС
- Будинок-музей скульптора Р. І. Мамілова
  - По маршруту Джейрах — Владикавказ — Назрань 3 рази на день курсують автобуси та маршрутні таксі
  - Село повністю газифіковано і електрифіковано. Водопровід з власним водозабором високого тиску забезпечує потреби всього села. Всі основні дороги вкриті асфальтом.

## Галерея

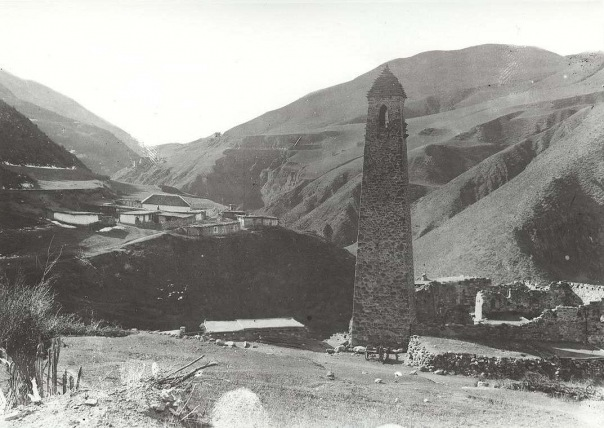
Бойова вежа с. Джейрах. 1921 р
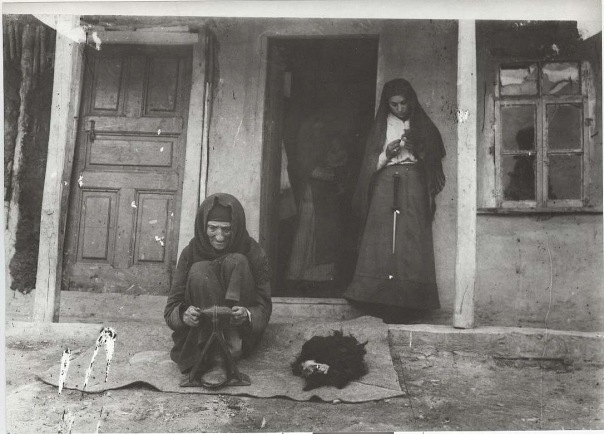
Жінка, розчісує шерсть на гребені, с. Джейрах 1921 р.
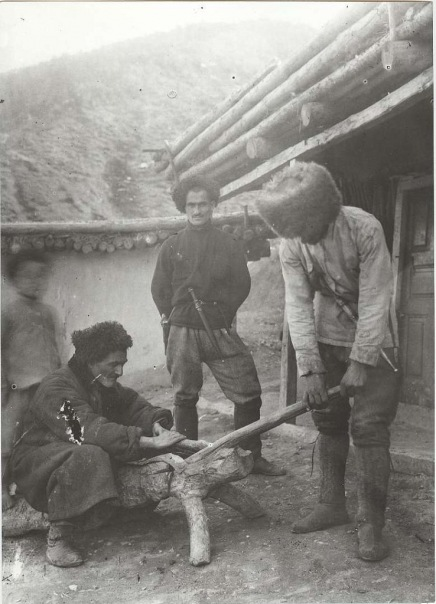
Чоловіки за роботою на дерев'яній кожем'ялці, с. Джейрах 1921 р.
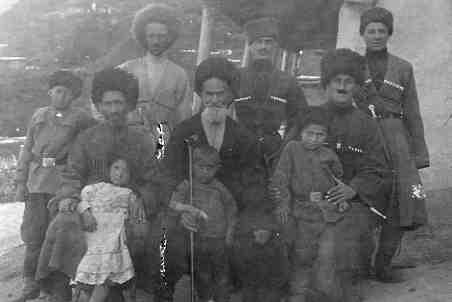
Група жителів селища Джерах 1925 рік